# 이동중학교 (경남)
이동중학교(二東中學校)는 대한민국 경상남도 남해군 이동면 무림리에 있는 사립 중학교이다.

## 학교 연혁
- 1952년 4월 11일 : 학교법인 이동학원 인가
- 1952년 5월 9일 : 이동중학교 개교 (3학급)
- 2011년 2월 26일 : 제5대 김용석 이사장 취임
- 2012년 3월 1일 : 학급 조정(신입생 1학급)
- 2020년 3월 1일 : 학급 조정(신입생 2학급)
- 2023년 1월 4일 : 제71회 졸업식(졸업생 총수 8,889명)

- 2023년 3월 1일 : 제18대 김영삼 교장 부임

- 2024년 3월 1일 : 제19대 임창완 교장 부임

## 참고 자료
- 이동중학교 - 한국교육학술정보원 학교알리미